# MJ文字
MJ文字（MJもじ、英: Moji Joho Kiban Ideographs、文字情報基盤の文字）は、日本の情報処理推進機構(IPA)の文字情報基盤整備事業で整備された文字（漢字）の集合である。2020年にIPAから一般社団法人 文字情報技術促進協議会へと民間移行された。

## 概要
文字の対象は、汎用電子情報交換環境整備プログラムでの整理を元に、戸籍統一文字、住基統一文字の58,862文字とする。事業の成果としてIPAmj明朝フォントが提供されている。当初はUnicodeに未収録の漢字もあったが、2017年12月22日にISO/IEC 10646第5版の発行により規格化が完了した。部分集合 MOJI-JOHO-KIBAN IDEOGRAPHS-2016 として定義された。
なお、前出の総文字数は異体字を含む数である。異体字はMoji_JohoコレクションIVSで定義された異体字セレクタとその異体字セレクタを実装したフォントを併用することにより利用できる。

## MJ縮退マップ
文字情報基盤整備事業では、MJ文字情報一覧表に示す約6万文字の文字情報基盤の文字（MJ文字集合）と、約1万文字のJIS X 0213（JIS第1水準～第4水準）の文字との対応関係を整備している。ただし、縮退先を複数示したり、縮退先を示さない漢字が存在する。縮退先がないものについては読み仮名に置き換える、もしくは複数の文字からなる熟語等に置き換えるといった対応が必要である。